# Вегадео
Вегадео (ісп. Vegadeo, галісійсько-астурійською A Veiga) — муніципалітет в Іспанії, у складі автономної спільноти Астурія. Населення — 4240 осіб (2009).
Муніципалітет розташований на відстані близько 440 км на північний захід від Мадрида, 100 км на захід від Ов'єдо.
Муніципалітет складається з таких паррокій: Абрес, Гіар, Мередо, Параміос, Піантон, Вегадео.

## Демографія
Динаміка населення (INE ):

## Галерея зображень

Розташування муніципалітету
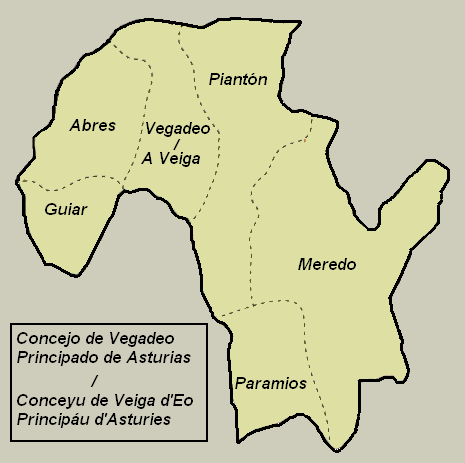
Карта паррокій муніципалітету Вегадео